# Мельдорф
Мельдорф (нім. Meldorf) — місто в Німеччині, розташоване в землі Шлезвіг-Гольштейн. Входить до складу району Дітмаршен.
Площа — 21,25 км2. Населення становить 7248 ос. (станом на 31 грудня 2020).
Мельдорф розташований на березі річки Міле (Miele) на колишньому піщаному острові серед ваттів, тобто на низинній смузі морського дна, яка затоплююється під час припливів і осушується під час відпливів відповідно до припливно-відпливного циклу. Однак завдяки "відвоюванню від моря" (гідротехнічні роботи, здебільшого побудова гребель вздовж узбережжя, які прекрили приплив морської води) місто тепер лежить за шість миль від моря.
Численні археологічні знахідки свідчать про досить раннє заселення місцевості. В періоди зледеніння море відступало і людина могла селитися тут небезпеки затоплення морською водою.  З римських часів тут знайдена фібула, на якій містяться чотири знаки, значення яких вчені не можуть пояснити. Вже в 1076 році Адам Бременський згадує про церкву в Мельдорфі. Статус міста Мельдорф отримав у 1265 р. У середні роки це була столиця округи Димар.  У 1598 р. Мельдорф знову втратив свій статус міста, й він був повернутий лише в 1870 р.

## Сини і дочки міста
- Ніколаус Бойе Молодший (Nicolaus Boie der Jüngere)[de] (1501–1542), євангельський теолог і реформатор.
- Петер Вібен (Peter Wiben)[de] (?–1545), ландскнехт, розбійник і пірат.
- Даніель Фрезе (Daniel Frese)[de] (1540–1611), картограф і художник.
- Теодор Глязер (Theodor Glazer)[de] (?-1617), письменник і секретар ратуші у Любеку.
- Гайнріх Христиан Войе (Heinrich Christian Boie)[de] (1744–1806), Публіцист.
- Фрідріх Бойе (Friedrich Boie)[de] (1789–1870), юрист орнітолог і ентомолог.
- Олаус Генріці (Olaus Henrici)[de] (1840–1918), математик
- Гайеріх Бойе (Heinrich Boie)[de] (1794–1827), Зоолог
- Johann Wilhelm Jasper[de] Йоганн Вільгельм Ясперс (Johann Wilhelm Jasper)]] (1898–1934), борець проти націонал-соціалізму

## Галерея

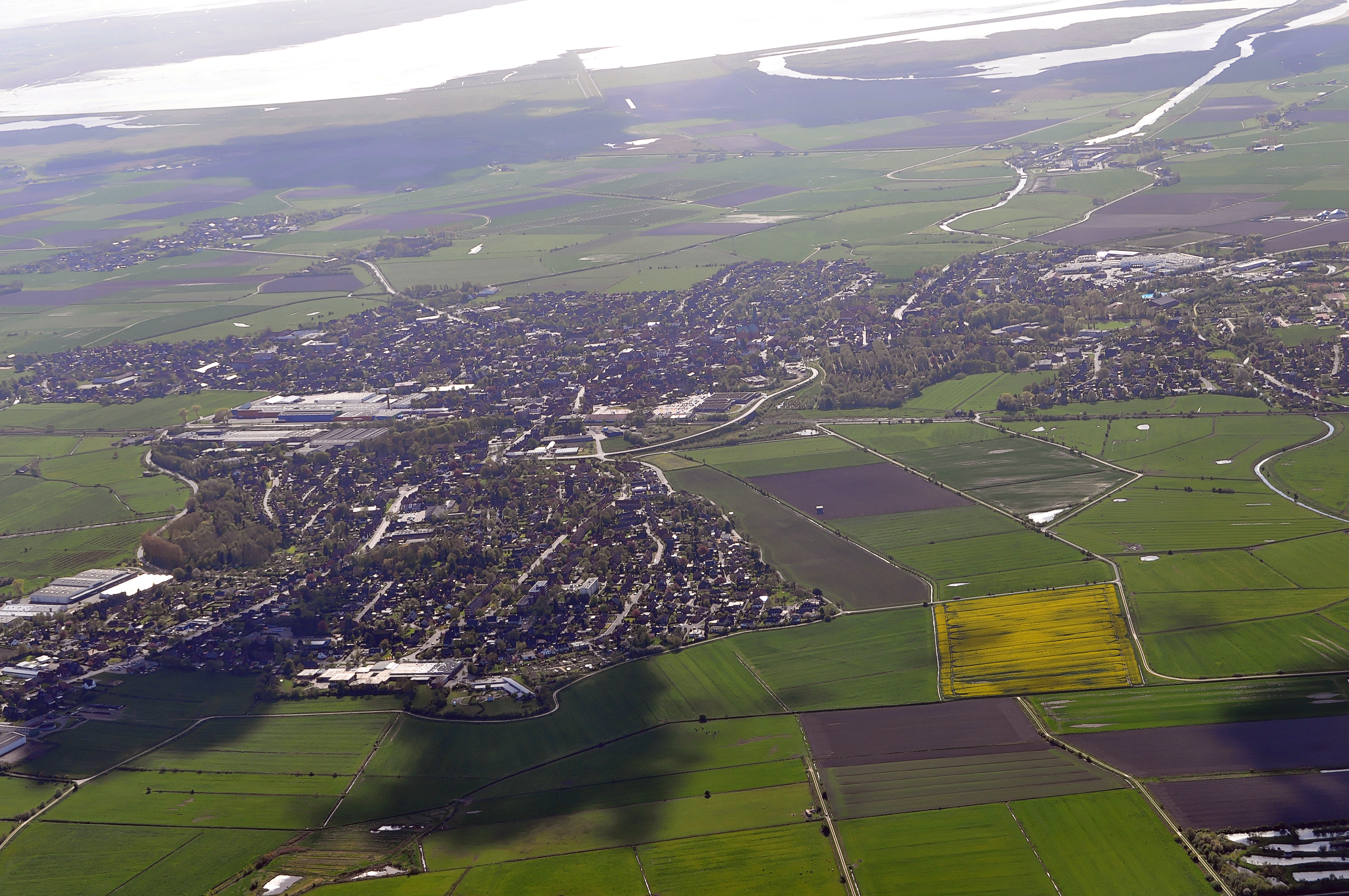
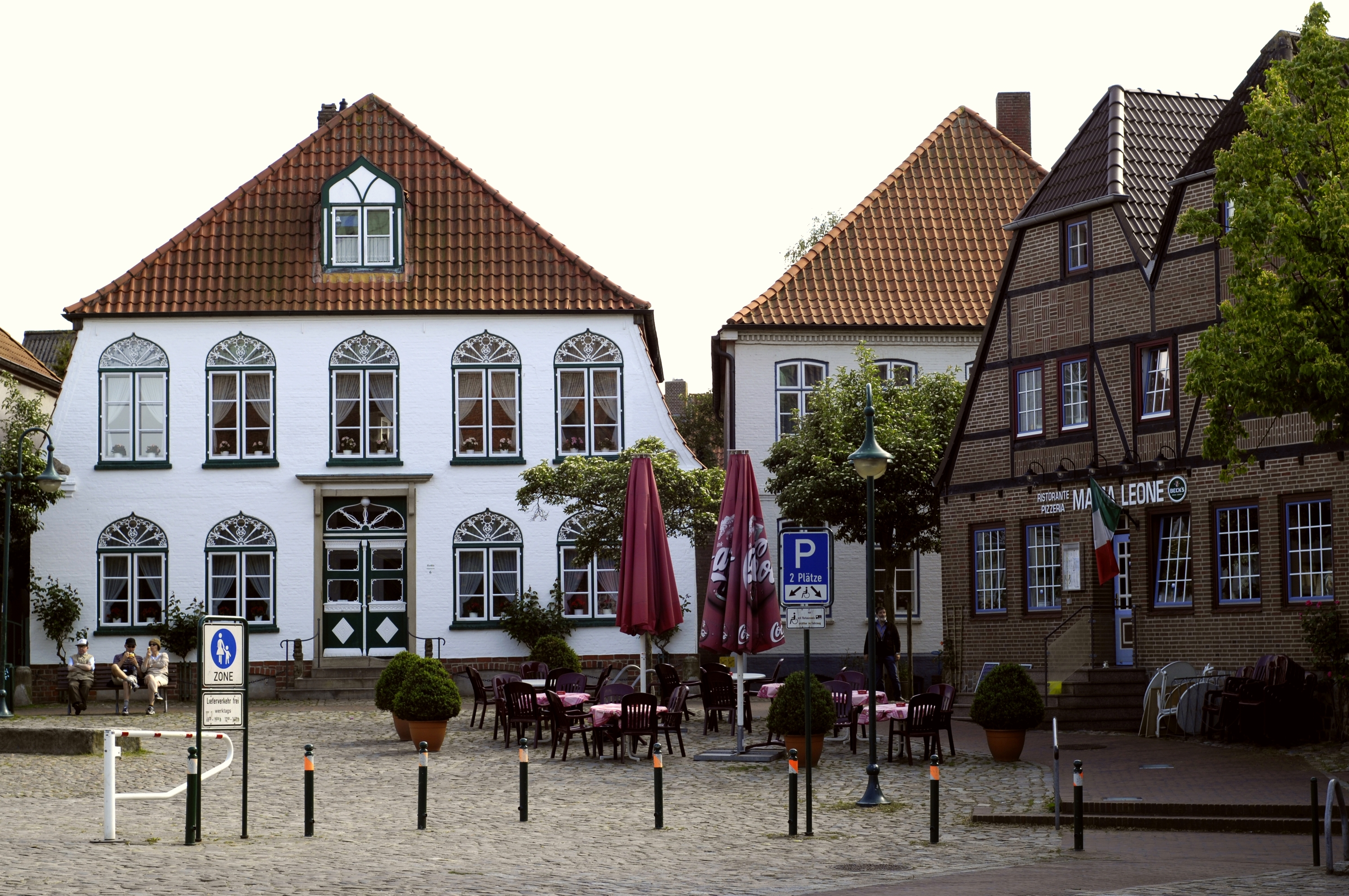
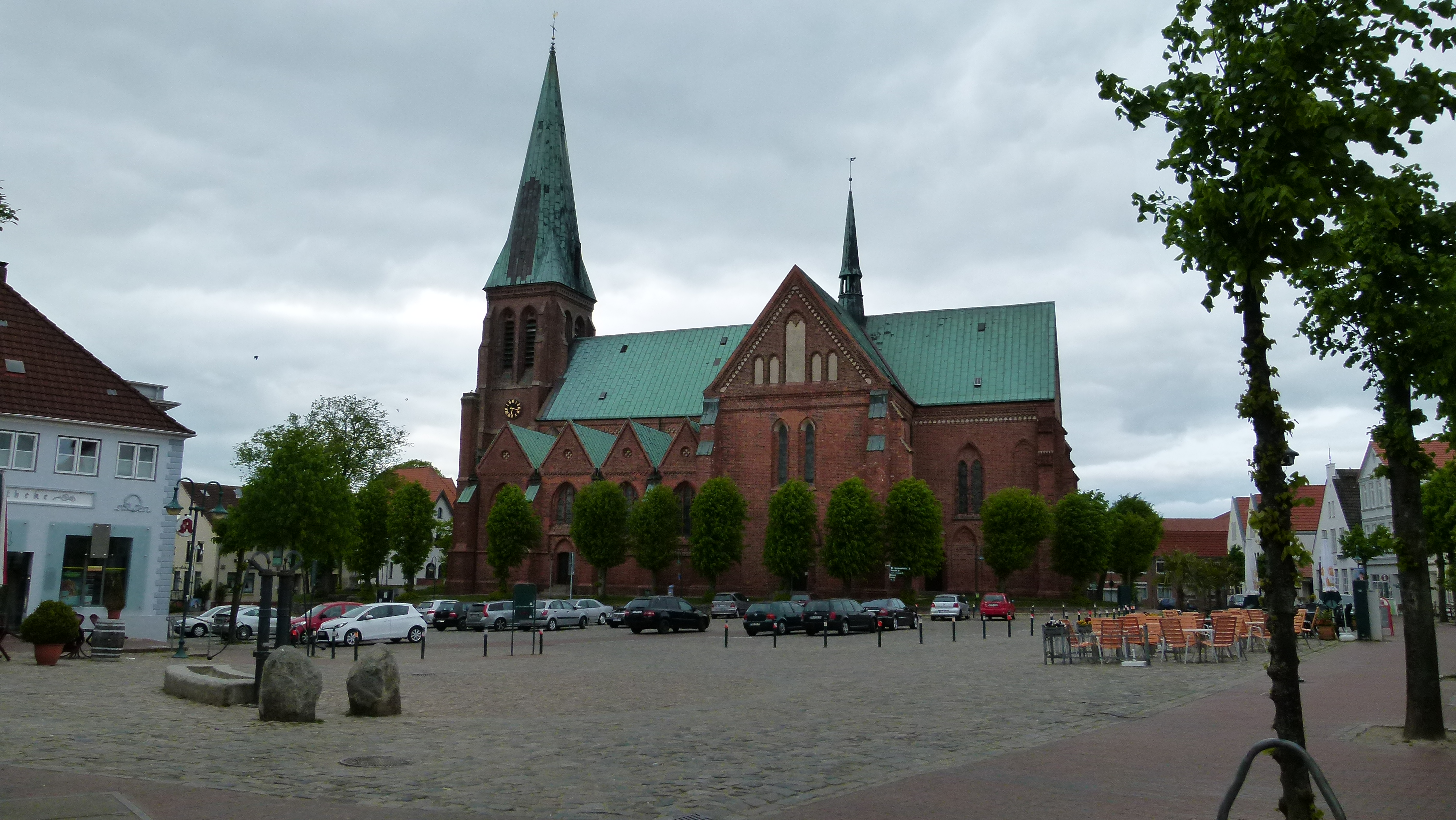